# Cafè americà

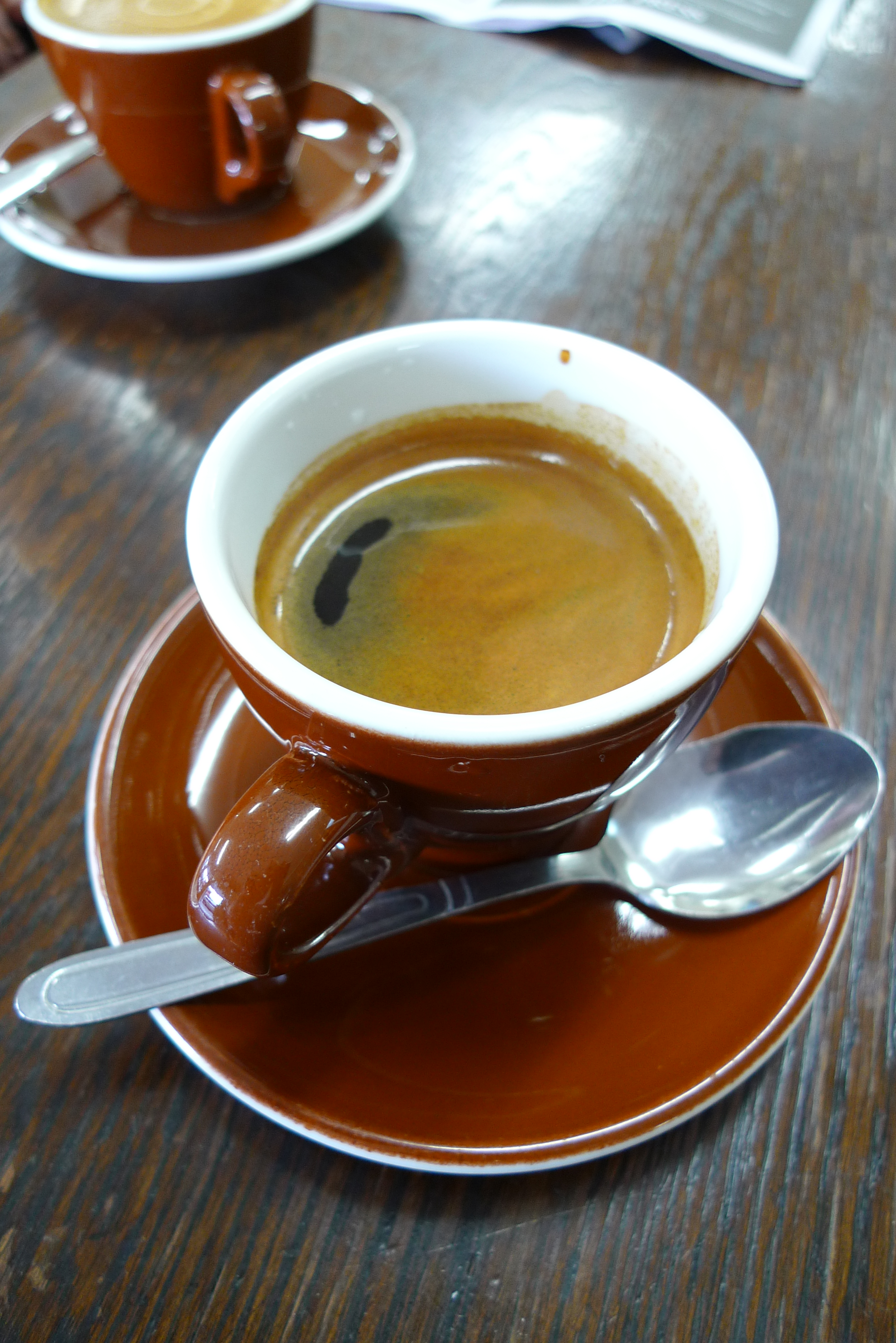
Un Caffè Americano

El Cafè americà, anglès: Caffè Americano, o Americano però no pas en aquest sentit American coffee, és un estil de beguda de cafè que es prepara afegint aigua calenta al cafè exprés (espresso),cosa que li dona una força semblant, però amb un sabor diferent, del normal cafè per degoteig (filtrat). La força d'un Americano varia segons el nombre de quantitat del cafè espresso i la quantitat d'aigua que s'hi afegeix.
Per al gust de molts consumidors el cafè americà és un cafè aigualit.
Als Estats Units, "Americano" es fa servir àmpliament per a voler dir la combinació d'aigua calenta i d'espresso en qualsevol ordre, però la definició en sentit estricte es refereix al fet d'afegir aigua al cafè exprés (el cafè exprés situat al fons), mentre que afegir espresso a l'aigua (l'espresso situat dalt) s'anomena un long black.

## Origen
El terme 'Americano' significa 'Americà', i prové de l'italià o del castellà americà, i està datat de la dècada de 1970. El 'Caffè Americano' específicament és un terme italià per l'anglès:'American coffee'. És una creença popular, però que no està confirmada, que aquest nom té el seu origen en la Segona Guerra Mundial quan els militars del G.I. desplaçats a Europa haurien diluït el cafè espresso amb aigua calenta per aproximar el seu gust al cafè dels Estats Units al qual ells estaven acostumats.

## Preparació
La beguda consisteix en una dosi simple o doble de cafè exprés combinada amb entre 1 i 16 unces fluides (30–470 ml) d'aigua calenta. A l'afegir aigua al cafè aquest no presenta crema de cafè.
El Long Black és el mateix que el cafè americà però preparat gairebé de forma oposada. Amb el Long Black la crema del cafè resta intacta i així la beguda té més cos.
El terme Italiano de vegades es fa servir a l'oest dels Estats Units, volent dir cafè americà curt (short Americano), específicament amb la relació espresso/cafè 1:1.

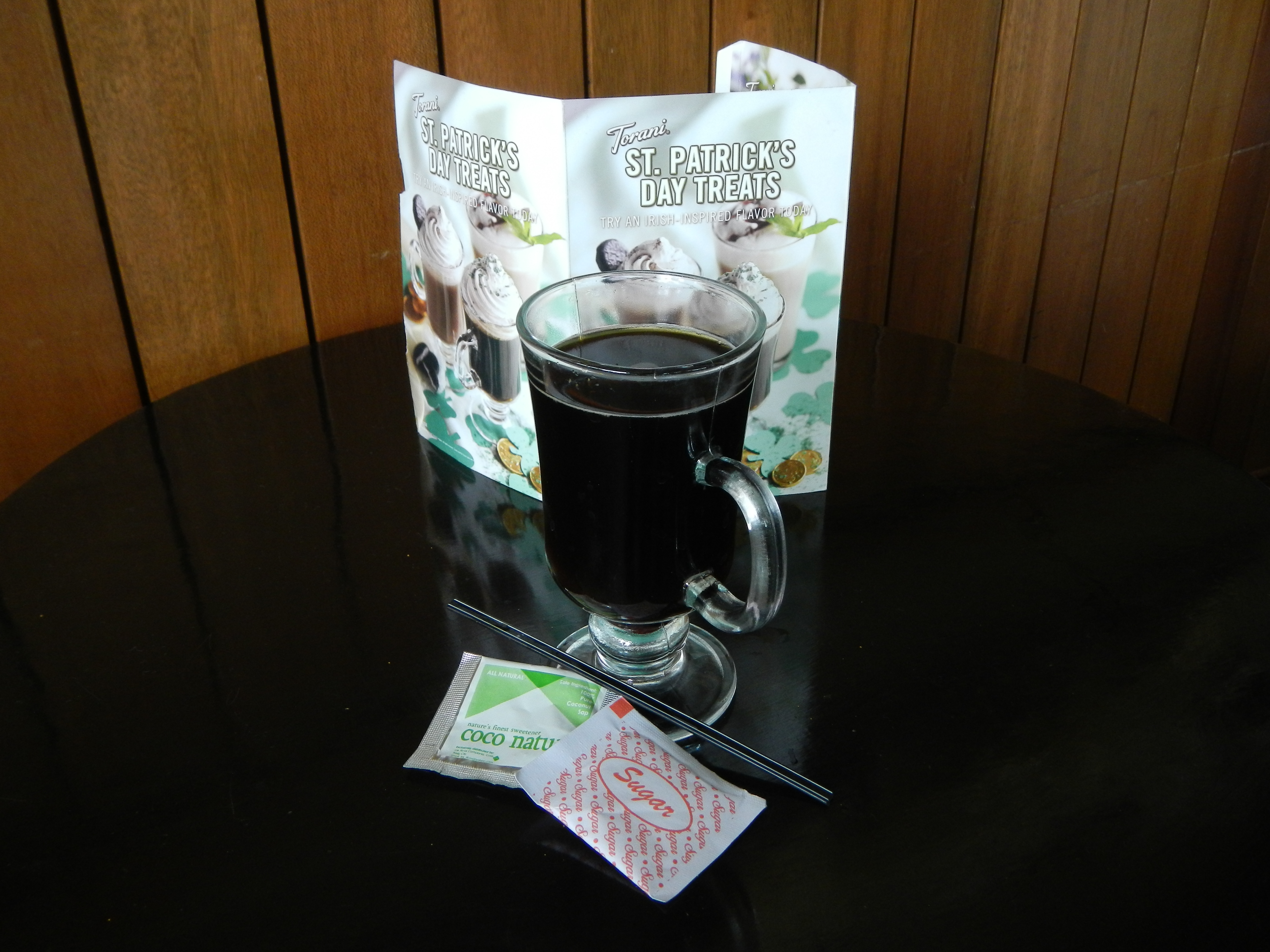
Caffè Americano a Les Filipines.

## Variacions
- iced americano fet amb aigua freda en lloc d'aigua calenta.
- lungo amb més volum i més amargant.
- caffè crema amb extracció durant més de temps que en el lungo
- red eye fet amb cafè filtrat (drip coffee) en lloc d'amb aigua calenta.